# 나카야마 에리나 (성우)
나카야마 에리나(일본어: 中山 恵里奈, 1987년 3월 17일 ~ )는 일본의 성우이다. 2002년에 브로콜리가 결성한 성우 유닛 게이머즈 가디언 페어리즈(G. G. F.)의 1기 오디션에서 네코메 역할을 맡으면서 데뷔했으며 2006년에 소속사를 아사이 프로덕션(AT 프로덕션)으로 옮겼다. 2011년에 AT 프로덕션을 이탈하면서 프리랜서 성우가 되었다.

## 출연 작품
- 《우리들이 있었다》 - 야마모토 유리 역
- 《러키☆스타》 - 타카라 미유키 역 (드라마 CD, 비디오 게임)
- 《트루 티어즈》 - 우에하라 호노카 역
- 《주베이짱: 시베리아 야규의 역습》 - 야규 프리샤 역
- 《CANVAS2 -무지개색 스케치-》 - 여학생 역할 (5편)
- 《갤럭시 엔젤 II》 - 리리 캐러멜 샤벳 역
- 《파멸의 마르스》 - 나카하라 토모미 역